# Шурупов, Афанасий Тихонович
Афанасий Тихонович Шурупов (27 января 1921 — 8 января 1944) — командир 317-го танкового батальона 55-й гвардейской танковой бригады 7-го гвардейского танкового корпуса, 3-й гвардейской танковой армии 1-го Украинского фронта, гвардии капитан. Герой Советского Союза (1944).

## Биография
Родился 27 января 1921 года в селе Сомово ныне Шаблыкинского района Орловской области в крестьянской семье. Русский. Член ВКП(б) с 1943 года. В 1939 году окончил 9 классов средней школы в Шаблыкино.
В Красную Армию призван в феврале 1940 года. С 19 февраля 1940 года — курсант Орловского бронетанкового училища имени М. В. Фрунзе. После окончания училища, 10 июня 1941 года назначен командиром взвода 14-го танкового полка 15-й моторизованной дивизии, 12 августа переведён командиром взвода в 69-й отдельный танковый батальон, 4 декабря назначен командиром роты средних танков в 143-й отдельный танковый батальон, с 15 марта 1942 года командир роты, адъютант старший, с 26 марта 1943 года — командир 317-го батальона 113-й танковой бригады (с 26 июля 1943 года 55-я гвардейская танковая бригада). Участвовал в боях Великой Отечественной войны на Южном (22.06.1941 — 8.09.1941), Калининском (5.12.1941 — 13.03.1942), Западном (22.06.1942 — 10.09.1942), Воронежском (16.01.1943 — 01.03.1943), Брянском (19.07.1943 — 22.07.1943) и 1-м Украинском (1.11.1943 — 8.01.1944) фронтах. 22 июля 1943 года был тяжело ранен и отправлен в госпиталь, после излечения опять вернулся в свою часть.
22 июля 1943 года, в боях за Александровку, возглавляя 317-й танковый батальон лично уничтожил два танка, одну самоходную пушку, три противотанковых орудия, несколько станковых пулемётов и до двух рот солдат и офицеров противника, за что был представлен к награждению орденом Ленина.
Будучи командиром 317-го танкового батальона умело и мужественно руководил боевыми действиями батальона в Киевской наступательной операции. В боях 6—13 ноября 1943 года в районах населённых пунктов Святошино, Фастовец батальон уничтожил тринадцать танков и самоходных артиллерийских установок, большое количество солдат и офицеров противника.
Представлен к награждению званием Героя Советского Союза за мужество и отвагу, проявленные в боях на Правобережной Украине. Указом Президиума Верховного Совета СССР «О присвоении звания Героя Советского Союза генералам, офицерскому, сержантскому и рядовому составу Красной Армии» от 10 января 1944 года за «образцовое выполнение боевых заданий командования на фронте борьбы с немецко-фашистскими захватчиками и проявленные при этом отвагу и геройство» удостоен звания Героя Советского Союза с вручением ордена Ленина и медали «Золотая Звезда».
Но не успел узнать о заслуженной награде Родины. За два дня до этого, 8 января 1944 года погиб в бою у села Жеребки Янушпольского района Житомирской области Украины. Похоронен у здания районного комитета ВКП(б) села Троянов, позднее перезахоронен на сельском кладбище.
Память
В посёлке городского типа Шаблыкино Орловской области установлен бюст Героя, его именем названа улица и школа.

## Воинские звания
- лейтенант (10.06.1941);
- старший лейтенант (15.02.1942);
- капитан (30.06.1943)[1]

## Награды
- Герой Советского Союза (10 января 1944 года, медаль «Золотая Звезда»)[6];
- орден Ленина (10 января 1944 года)[6];
- два ордена Красного Знамени (28.08.1942[7], 12.09.1943[2]);
- знак «Отличник РККА»[7].